# نیشترتال
نیشترتال (به آلمانی: Nistertal) یک شهر در آلمان است که در وستروالدکرایس واقع شده‌است. نیشترتال ۱٬۳۲۹ نفر جمعیت دارد.